# Добрјанка
Добрјанка (рус. Добрянка) град је у Русији у Пермском крају. Према попису становништва из 2010. у граду је живело 33686 становника.

## Становништво
| 1939.  | 1959.  | 1970.  | 1979.  | 1989.  | 2002.  | 2010.  |
| ------ | ------ | ------ | ------ | ------ | ------ | ------ |
| 10.214 | 15.515 | 18.349 | 22.229 | 35.317 | 36.436 | 33.686 |